# Армиллярная сфера

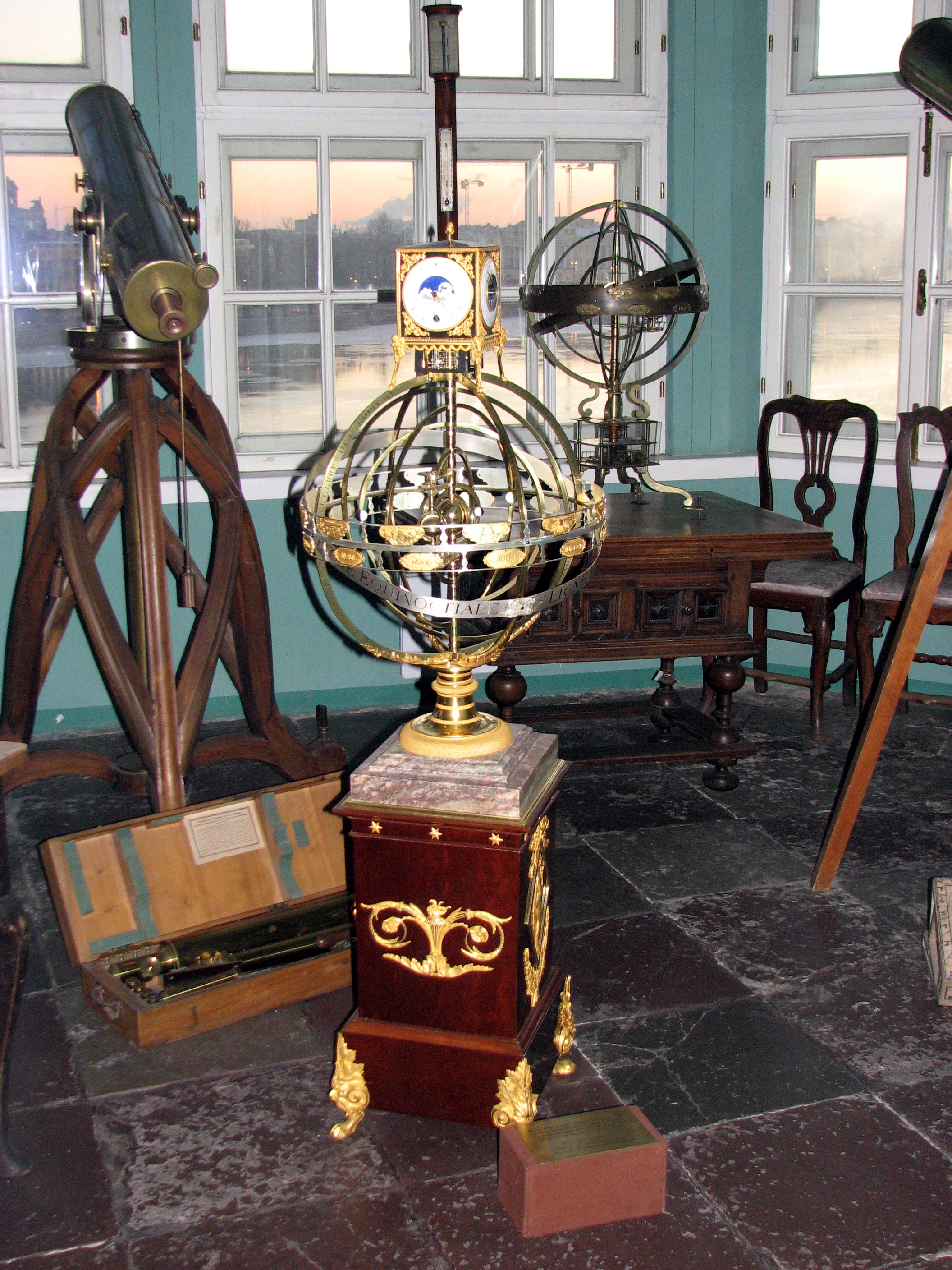
Армиллярная сфера

Армиллярная сфера (от лат. armilla — «браслет, кольцо») — астрономический инструмент, использовавшийся для определения экваториальных или эклиптических координат небесных светил. Её изобретение приписывают древнегреческому геометру Эратосфену (III—II века до н. э.). Впоследствии армиллярная сфера использовалась также как наглядное учебное пособие в качестве модели небесной сферы. Именно в таком качестве её рассматривает Гемин в своём «Введении в явления».

## Конструкция
Армиллярная сфера состоит из подвижной части, изображающей небесную сферу с её основными кругами, а также вращающейся вокруг вертикальной оси подставки с кругом горизонта и небесным меридианом. Подвижная сфера образуется тремя основными большими кругами — небесным экватором, а также проходящими через небесные полюсы колюрами: колюром равноденствий и колюром солнцестояний (греч. κόλουρος — «бесхвостый»). Ещё один большой круг, выполненный обычно в форме широкого кольца, изображает эклиптику с нанесёнными на неё знаками зодиака. Кроме того, на сфере имеются малые круги, изображающие северный и южный тропики.
Согласно Энциклопедическому словарю Брокгауза и Ефрона:

«Древние астрономы Гиппарх-Эратосфен, за ним Гиппарх и Птоломей пользовались А. сферой и для производства наблюдений, которые хотя и не могли быть весьма точны при сравнительно грубой конструкции этого инструмента, но всё же доставили некоторые результаты, ценные даже для современной науки. Употребление А. сферы как инструмента для астрономических наблюдений удержалось весьма долго. Даже Тихо де-Браге произвёл большую часть своих наблюдений над планетами при помощи этого инструмента и в особенности применял его для определения времени своих наблюдений на иных приборах, квадранте и секстанте».

Однако к началу XX века армиллярная сфера была вытеснена более точными астрономическими инструментами и практически не использовалась.

## В символике
- Армиллярная сфера — один из главных элементов герба Португалии.
- Армиллярная сфера, венчающая башню Кунсткамеры, — один из символов Санкт-Петербурга.